# Nebbia a San Francisco
Nebbia a San Francisco (Fog Over Frisco) è un film del 1934 diretto da William Dieterle.
La sceneggiatura di Robert N. Lee e Eugene Solow è basata sul romanzo giallo I cinque frammenti (The Five Fragments, 1932) di George Dyer.

## Trama
Arlene Bradford è una ricca borghese viziata e annoiata, che finanzia il proprio stile di vita stravagante sfruttando la posizione privilegiata del suo fidanzato Spencer Carlton  nella società di intermediazione del patrigno e usando questa posizione  per riciclare titoli rubati per conto del boss del crimine Jake Bello. Quando Arlene scompare, la sua sorellastra Val interviene per scoprire cosa le è successo con l'aiuto del giornalista Tony Sterling e del fotoreporter Izzy Wright.

## Produzione
Il film fu prodotto dalla First National Pictures.

## Distribuzione
Distribuito dalla Warner Bros. (come The Vitaphone Corporation), il film uscì nelle sale cinematografiche degli Stati Uniti il 2 giugno 1934.